# Аргентино-венгерские отношения
Аргентино-венгерские отношения — двусторонние дипломатические отношения между Аргентиной и Венгрией. В Аргентине проживает одна из крупнейших венгерских общин за пределами Венгрии. Около 30 000-40 000 аргентинцев имеют венгерское происхождение. Государства являются членами Организации Объединённых Наций и Всемирной торговой организации.

## История
В 1864 году Аргентина и Австро-Венгрия установили дипломатические отношения. В 1870 году Аргентина и Королевство Венгрия подписали Договор о дружбе, торговле и мореплавании.
Начиная с конца 1920 года, тысячи венгров иммигрировали в Аргентину, в основном поселившись в Буэнос-Айресе. С 1920-х годов продолжалась иммиграция в Аргентину из Венгрии и из регионов, населённых венграми, которые были утрачены в соответствии с Трианонским договором. В 1923 году Аргентина стала первой латиноамериканской страной, признавшей независимость Венгрии, и первой, восстановившей дипломатические отношения с этой страной в июне 1949 года. Вскоре после окончания Второй мировой войны многие венгры еврейского происхождения иммигрировали в Аргентину. За экономическими мигрантами из Венгрии последовали бежавшие по политическим причинам в Аргентину ещё в 1930-х годах, но особенно после 1945 года.
В 1992 году министр иностранных дел Венгрии Геза Есенски посетил Аргентину. В марте 1993 года министр иностранных дел Аргентины Гидо Ди Телья посетил Венгрию с официальным визитом. В апреле 1997 года президент Венгрии Арпад Гёнц посетил Аргентину с официальным визитом, став первым венгерским главой правительства. Во время своего визита он встретился с президентом Аргентины Карлосом Менемом.
В октябре 2016 года заместитель премьер-министра Венгрии Жольт Шемьен посетил Аргентину, чтобы отметить основание первой венгерской общины в Аргентине и 60-ю годовщину Венгерской революции.

## Двусторонние соглашения
Между государствами подписано несколько двусторонних соглашений, таких как: Договор о дружбе, торговле и мореплавании (1870 год); Соглашение о торговом и финансовом сотрудничестве (1948 год); Соглашение об обмене информацией для контроля за товарами и транспортными средствами (1997 год); Соглашение о сотрудничестве в борьбе с незаконным оборотом товаров (1997 год); Соглашение о взаимной помощи в сборе таможенной задолженности (1997 год); Соглашение о сотрудничестве в области образования (2013 год); и Соглашение об экономическом сотрудничестве (2015 год).

## Дипломатические представительства
- Аргентина имеет посольство в Будапеште[11].
- Венгрия содержит посольство в Буэнос-Айресе[12].

## Венгры в Аргентине
- Биро, Ласло